# Otto Noll
Otto Noll (* 24. Juni 1882 in Prag; † 1922) war ein österreichischer Fußballspieler.

## Karriere

### Vereine
Noll spielte bis 1912 für den DBC Sturm Prag, anschließend eine Saison lang für den DFC Prag, dem seinerzeit stärksten Verein im Deutschen Fußball-Verband für Böhmen – einem der fünf Teilverbände des ÖFV – an dessen Ende die Österreichische Meisterschaft für Böhmen stand.

### Nationalmannschaft
Aufgrund guter Leistungen in einem Spiel gegen den führenden Wiener Verein Wiener AF wurde Noll vom Hauptverband ÖFV in die Nationalmannschaft Österreichs berufen. Sein Debüt gab er am 5. Mai 1912 in Wien beim 1:1-Unentschieden gegen die Nationalmannschaft Ungarns.
Er nahm ferner an dem vom 29. Juni bis 4. Juli 1912 in Stockholm ausgetragenen olympischen Fußballturnier teil, bestritt in der Hauptrunde das mit 5:1 gewonnene Achtelfinalspiel gegen die Nationalmannschaft Deutschlands und das mit 1:3 verlorene Viertelfinalspiel gegen die Nationalmannschaft der Niederlande. In diesem Spiel machte er eine unglückliche Figur, sodass er in den sich anschließenden Trostrundenspielen von Josef Kaltenbrunner im Tor abgelöst wurde; die Nationalmannschaft Österreichs belegte am Turnierende – gemeinsam mit den Mannschaften aus Norwegen, Russland und Ungarn – den fünften Platz, obwohl das Finale der Trostrunde mit 0:3 gegen die Nationalmannschaft Ungarns verloren wurde.

## Erfolge
- Österreichischer Meister für Böhmen 1913
- Fünfter des olympischen Fußballturniers 1912